# Санта-Кроче-дель-Саннио
Санта-Кроче-дель-Саннио (итал. Santa Croce del Sannio) — коммуна в Италии, располагается в регионе Кампания, в провинции Беневенто.
Население составляет 1067 человек (2008 г.), плотность населения составляет 67 чел./км². Занимает площадь 16 км². Почтовый индекс — 82020. Телефонный код — 0824.
Покровителем коммуны почитается святой Себастьян, празднование 20 января.

## Демография
Динамика населения:

## Администрация коммуны
- Официальный сайт: https://web.archive.org/web/20120114045801/http://santacrocedelsannio.asmenet.it/